# Useful Sheep
Useful Sheep è un film muto del 1912 diretto da Mack Sennett.

## Produzione
Il film fu prodotto dalla The Keystone Film Company

## Distribuzione
Distribuito dalla Mutual Film Corporation, programmato insieme a Mabel's Adventures, il film uscì nelle sale il 16 dicembre 1912.